# Дом Хомякова
Дом Хомякова — историческое здание в Москве, построенное в начале XIX века. Объект культурного наследия федерального значения. Расположено на Петровке, дом 3, строение 1, на углу с Копьёвским переулком (по нему имеет № 5).

## История
Дом был построен в усадьбе Хомяковых в 1822—1824 гг. Вероятным архитектором называют О. И. Бове, создававшим ансамбль Театральной площади, к которой примыкает дом. Первоначально был построен как доходный дом с лавками рядом с деревянным главным домом, находившимся на углу Петровки и Кузнецкого Моста, позднее использовался и для жилья владельцев усадьбы. В доме жили поэт и философ А. С. Хомяков с женой Е. М. Хомяковой (Языковой), у них в гостях бывали Н. В. Гоголь, Н. М. Языков. В 1826 году в доме состоялся торжественный обед по случаю основания журнала «Московский вестник», на обеде были А. С. Пушкин, Е. А. Баратынский, Д. В. Веневитинов, А. Мицкевич и другие. Позднее дом унаследовали муж сестры и племянники А. С. Хомякова. В 1860 году двухэтажные части дома были надстроены до трёх этажей. Со второй половины XIX века дом стал использоваться под конторы и магазины. В дальнейшем сильно перестраивался (была утрачена, в частности, часть колонн). Облик дома на начало XIX века восстановлен по старым чертежам во время реконструкции соседнего Большого театра в начале XXI века. После реставрации в доме находятся репетиционные залы Большого театра.

## Архитектура
Здание построено в стиле классицизма. Южный протяжённый фасад, по Копьёвскому переулку, состоял из трёх трёхэтажных объёмов, соединённых двухэтажными (позднее двухэтажные части надстроены). Крайние объёмы выделены восьмиколонными тосканскими портиками. На фасаде, выходящем на Петровку, аналогичные колонны размещены по центру, между двумя ризалитами.